# Новоставецька сільська громада
Новоставецька сільська об'єднана територіальна громада — об'єднана територіальна громада в Україні, в Теофіпольському районі Хмельницької області, що існувала у 2018—2020 роках. Адміністративний центр — село Новоставці.
Площа громади — 70,87 км², населення — 2360 мешканців.
Громада була утворена 4 жовтня 2018 року шляхом об'єднання Новоставецької та Човгузівської сільських рад Теофіпольського району.
23 грудня 2018 року у громаді відбулися перші місцеві вибори, на яких сільським головою було обрано Вальчука Анатолія Вікторовича.
12 червня 2020 року Кабінет Міністрів України затвердив перелік територіальних громад та їх центрів, Новоставецька громада не потрапила до переліку затверджених громад, а її територія була включена до новоствореної Теофіпольської громади.

## Населені пункти
До складу громади входили 6 сіл:
| Село        | Населення (2019) |
| ----------- | ---------------- |
| Новоставці  | 775              |
| Коров'є     | 577              |
| Човгузів    | 557              |
| Кривовілька | 276              |
| Вовківці    | 105              |
| Антонівка   | 14               |